# Historia de las Fuerzas Aéreas de la República Española

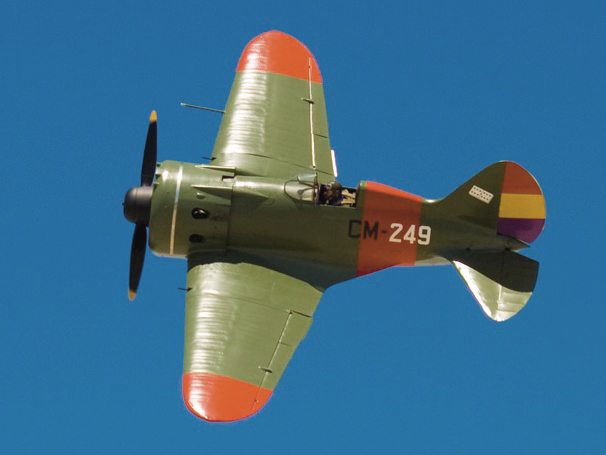
Polikarpov I-16 «Mosca»

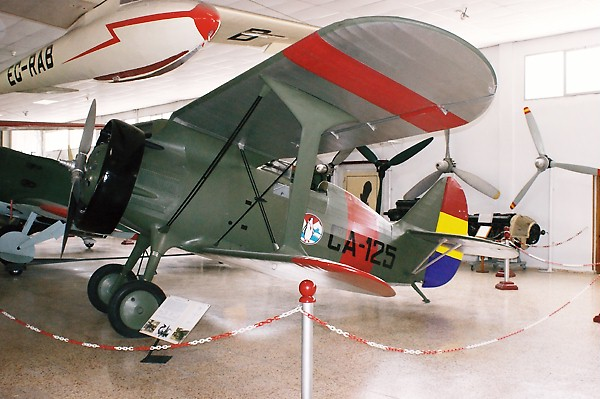
Polikarpov I-15 «Chato»

La historia de las Fuerzas Aéreas de la República Española (FARE) es el relato de los hechos acontecidos en torno a la fuerza aérea del bando republicano durante la guerra civil española. Debido a la división de la Aeronáutica Militar, la aviación republicana se reorganizó internamente y recibió material aéreo del extranjero, principalmente desde la Unión Soviética. 
Si bien las FARE lograron mantener la superioridad aérea desde la llegada de los aviones soviéticos y obtuvieron importantes éxitos como la batalla de Guadalajara, a partir de la batalla de Brunete los republicanos comenzaron a verse cada vez en mayor inferioridad frente a los aviones de la «Legión Cóndor» y la «Aviación Legionaria», que habían llegado en apoyo del bando sublevado. La batalla del Ebro constituyó la última gran operación militar en la que la aviación republicana tuvo una actuación destacada, pero salió muy debilitada de ella, con más de cien aviones destruidos. La caída de Cataluña a comienzos de 1939 supuso el canto de cisne antes del final de la guerra el 1 de abril de aquel mismo año.

## Comienzo de la guerra

### División de la Aeronáutica española
Al comienzo de la rebelión de la guarnición colonial en el Protectorado de Marruecos en julio de 1936, el Gobierno de Casares Quiroga dio órdenes de bombardear las principales plazas africanas, como Ceuta o Tetuán. Para esas fechas en España había cuatrocientos aviones de distinto tipo: cien estaban dedicados a labores comerciales, correo o transporte civil, mientras que la Aeronáutica Naval poseía otros cien aparatos y al final estaban los efectivos de la Aeronáutica Militar. La aviación del Ejército tenía cincuenta y tres cazas (50 Nieuport-Delage NiD 52 y 3 Hawker Spanish Fury), cien aviones de reconocimiento (en su mayoría los anticuados Breguet XIX) y treinta bombarderos ligeros (algunos Fokker F.VII, De Havilland D.H.89 "Dragon Rapide" y Douglas DC 2 reconvertidos). Los tres Hawker estaban destinados a modelo base para su posterior construcción en la factoría de Hispano-Suiza, como sustitución de los obsoletos NiD 52, pero el proyecto quedó paralizado con el inicio de la guerra. Pero muchos de los aviones militares en aquel momento se encontraban en reparación, desarmados o muy desgastados para seguir siendo usados.

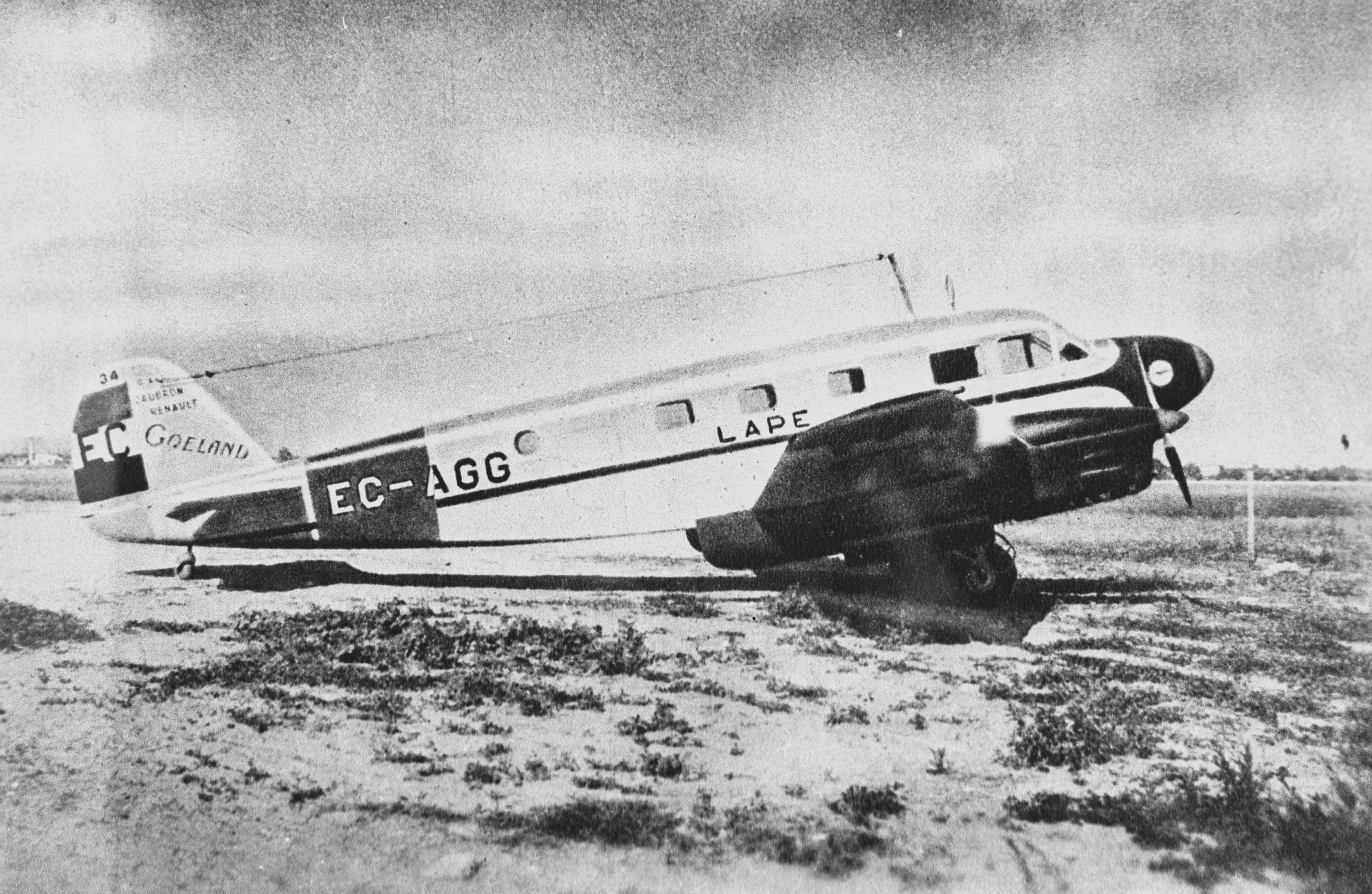
Avión de transporte Caudron C.448 perteneciente a la LAPE, con los colores republicanos

Tras el fracaso del golpe de Estado y el comienzo de la guerra civil española, eran leales al Gobierno unos doscientos aparatos y ciento cincuenta pilotos de combate, mientras que los rebeldes se habían hecho con el control de unos noventa aviones, a los que se les unieron noventa pilotos militares. La República también mantenía las cuatro escuadrillas de combate con base en Getafe y Barcelona, además de la escuadrilla de Patrulla. La mayor parte de los aviones de la compañía Líneas Aéreas Postales Españolas (LAPE) quedaron bajo control del Gobierno, a excepción de un Douglas DC2 que capturaron los sublevados en el aeródromo de Tablada (Sevilla) cuando iba a partir para bombardear Tetuán. La Aeronáutica naval también quedó en manos republicanas, con numerosos efectivos: veintisiete Vickers Vildebeest, veinte Dornier Do J "Wall" y otra veintena de Savoia-Marchetti SM.62. En manos republicanas también quedaron numerosas avionetas y aviones civiles. Para los republicanos constituyó un duro golpe la pérdida del director general de Aeronáutica, el general Miguel Núñez de Prado, que aquel agitado julio viajó a Zaragoza para intentar convencer al general Cabanellas de que no se sublevase, pero que acabó siendo detenido y más adelante fusilado.

### Primeras operaciones
Un mes después del fracaso del golpe de Estado, la ayuda recibida por Francisco Franco procedente de la Alemania nazi (Legión Cóndor) y la Italia fascista (Aviazione Legionaria) supuso el golpe de mano que necesitaban los rebeldes para imponer su superioridad aérea. No obstante, los primeros bombardeos alemanes e italianos ya habían comenzado a finales de julio, al tiempo que los primeros cazas Fiat CR-32 y Heinkel He-51 empezaron a operar en agosto.
Debido al envío de material bélico por parte de Italia (que fue descubierto por las autoridades francesas), algunos funcionarios del Gobierno de León Blum organizaron el envío de material a los republicanos. Aviones como los bombarderos Potez 54 o los cazas Dewoitine 371 fueron enviados a la zona republicana y recibidos en el aeródromo de Prat de Llobregat (Barcelona). Para el 8 de agosto habían sido enviados unos setenta aviones galos, mientras que entre el 9 de agosto y el 14 de octubre salieron cincuenta y seis aviones más. En esta segunda remesa destacaron seis cazas Loire 46 y otros tantos Dewoitine 371. André Malraux, destacado político francés que había colaborado activamente en la venta de aviones y armamento galo, pronto obtuvo permiso de las autoridades republicanas para formar una escuadrilla. Logró reunir una veintena de aviones, junto a más de una docena de pilotos mercenarios y personal técnico (mecánicos, logística y un intérprete). En el momento de firmar los contratos (y solo por escaso tiempo), Malraux aseguró sueldos de 50 000 pesetas de la época, aunque solo sería para algunos pilotos en concreto. La escuadrilla tuvo primero su base en Barcelona y más tarde se trasladaron al aeropuerto de Barajas (Madrid), donde los pilotos fueron alojados en el Hotel Florida. Por otro lado, muchos aviones y material procedentes de EE. UU. sufrieron el embargo por la Ley de Neutralidad, motivo por el que llegaron a España a través de México, país que desde el primer momento se mostró partidario de la República.
La denominada «batalla de Guadarrama» constituyó la primera campaña de importancia de la guerra civil, y el objetivo del Gobierno republicano residía en detener a las columnas del general Mola a lo largo de la cadena montañosa del Guadarrama. La aviación gubernamental centró sus operaciones en el bombardeo y hostigamiento de posiciones sublevadas, así como en misiones de reconocimiento en la retaguardia. Desde el comienzo, los republicanos dispusieron de la superioridad aérea y logística, dada la cercanía de Madrid como centro logístico y base de operaciones.
En los primeros meses de la contienda, las operaciones aéreas se concentraron en la sierra de Guadarrama y en el estrecho de Gibraltar: si bien la aviación republicana tuvo un buen desempeño en los combates al norte de Madrid, esta fue completamente ineficiente contra el puente aéreo que los rebeldes establecieron para trasladar al Ejército de África. El Gobierno pensó que la verdadera lucha se encontraba en los alrededores de la capital, justo en las sierras que bordean Madrid por el norte, descuidando gravemente los frentes del sur. El 3 de agosto, los sublevados iniciaron un importante avance terrestre desde Sevilla en dirección norte, con la intención de enlazar con la zona norte controlada por el general Mola. Durante su avance, las tropas coloniales africanas contaron con el apoyo local de los aviones alemanes e italianos, al tiempo que los republicanos no les hicieron frente. La Escuadrilla España de Malraux tuvo una destacada participación durante la Campaña de Extremadura, cuando sus aviones bombardearon y casi destruyeron toda una sección de la Columna de Asensio Cabanillas en la localidad de Medellín. Progresivamente, la llegada de material aéreo dio el dominio de los cielos a los rebeldes, lo que se manifestó con el comienzo de los bombardeos sobre la capital: el 23 de agosto, los Junkers 52 alemanes bombardearon el aeródromo de Getafe, y el 25 lo hacían sobre Cuatro Vientos. Los días 27 y 28 de agosto, fue bombardeado el centro urbano de Madrid, lo que reflejó la inferioridad en que se encontraban los aparatos republicanos, que también empezaban a estar muy desgastados o anticuados frente a los efectivos italo-germanos.
A pesar del desgaste de los republicanos, los aviadores italianos tuvieron unas bajas muy elevadas en estos meses. Las pérdidas entre la nueva «Aviación Legionaria» italiana fueron tan elevadas que los mandos italianos prohibieron a sus pilotos internarse en territorio republicano. El 2 de septiembre, caía Talavera de la Reina, donde los rebeldes capturaron su importante aeródromo y dos aviones republicanos. Desde ese momento, amenazaban directamente la capital. En septiembre, debido a las recientes derrotas sufridas en Extremadura y el valle del Tajo, la Aviación sufrió una reestructuración interna: se colocó al teniente coronel Antonio Camacho Benítez al frente de la nueva Subsecretaría del Aire que dependía del Ministro de Marina y Aire (y que sustituía a la antigua Dirección General de Aeronáutica), mientras que el teniente coronel Ignacio Hidalgo de Cisneros ostentaba la jefatura de las Fuerzas Aéreas de la República. El teniente coronel Carlos Núñez Mazas fue destinado a Los Alcázares, donde organizó una nueva escuela de pilotos.

## Etapa de apogeo

### La llegada del material soviético
En octubre llegaron unos cien aviones soviéticos de primera línea que, en su mayoría, eran cazas Polikarpov I-15 «Chatos» y Polikarpov I-16 «Mosca», que por entonces eran los más veloces de toda Europa. El «Chato» presentaba una velocidad 350 km/h y estaba equipado con cuatro ametralladoras y una pequeña carga de bombas opcional, mientras que el «Mosca» disponía de dos ametralladoras pero desarrollaba una velocidad de hasta 480 km/h. Pronto se organizaron dos escuadrillas de cazas equipadas con estos aviones, cada una de ellas equipada con treinta y un aparatos.
Algunos pilotos y técnicos rusos ya habían llegado a España en septiembre, encontrándose en un ambiente muy acogedor. Los soviéticos instalaron en Alcantarilla una base de cazas y otra de bombarderos, a las que pronto siguieron tres nuevas bases en El Carmolí, Algete y especialmente en el aeródromo de Alcalá de Henares. A mediados de octubre, Núñez Mazas reestructuró la organización del aeródromo de Los Llanos (Albacete), coincidiendo con la llegada de las nuevas escuadrillas de aviones soviéticos (a los que preparó antes de que fueran enviados a la Defensa de Madrid). Los «Katiuskas» realizaron su primera misión de combate el 28 de octubre, cuando atacaron el aeródromo de Tablada, en Sevilla, con gran sorpresa de los sublevados.
En el éxito de la defensa de Madrid desempeñaron un papel muy importante los aviones enviados por la Unión Soviética con sus respectivas dotaciones, que entraron en acción nada más iniciarse el asalto a la capital por las tropas sublevadas a principios de noviembre de 1936. Así los 132 cazas soviéticos «Moscas» y «Chatos» disputaron la superioridad aérea a los 117 aviones de la Legión Cóndor alemana y a los cazas italianos, hasta entonces indiscutida.
El primer día en que empezaron a actuar los «Chatos» fue el 4 de noviembre, logrando dispersar a los cazas Fiat C.R.32 que escoltaban a los Junkers Ju 52 que iban a bombardear Madrid, y en los días siguientes lograron derribar seis aviones enemigos. El 13 de noviembre, se enfrentaron trece «Chatos» con catorce Fiat C.R.32 sobre el paseo de Rosales pero, pese a su mayor velocidad, los aviones soviéticos no consiguieron eliminar del cielo a los aviones rebeldes.

### Poderío aéreo republicano
A comienzos de 1937 los fracasos del bando sublevado en su intento por conquistar Madrid y también por cercarla llevaron a un replanteamiento de su estrategia: los italianos, que para entonces habían mandado un Cuerpo de Ejército autónomo (Corpo Truppe Volontarie, o CTV), propusieron al Alto mando franquista una operación que consistía en el ataque de Madrid desde su retaguardia, en el valle del río Henares. 
El 8 de marzo comenzó la ofensiva italiana con una rápida ruptura en el Frente de Guadalajara, aunque el temporal de lluvias pronto retardó el avance del frente. Los republicanos, mientras tanto, se reorganizaron y enviaron refuerzos desde el Frente de Madrid, mientras que la aviación republicana comenzaba sus ataques sobre las líneas de avance italiana. Los italianos no pudieron ofrecer una buena cobertura aérea a sus divisiones porque sus aeródromos de la provincia de Soria se habían convertido en un lodazal debido las incesantes lluvias, pero los republicanos podían contar con las pistas asfaltadas de su bases aéreas en Barajas, Alcalá de Henares y Guadalajara. A partir del día 12 los contraataques republicanos se fueron endureciendo, como también se hacían más duros los bombardeos de su aviación. Numerosos vehículos italianos habían quedado atascados a lo largo de la N-II, por lo que se convirtieron en presa fácil para los «Natachas» que atacaban en vuelo rasante. A partir del día 18 comenzó la retirada general italiana, que no finalizó hasta el 23 de marzo, cuando el frente volvió a quedar estabilizado. La posteriormente conocida como batalla de Guadalajara acabó con un importante triunfo para las armas republicanas.
Durante la primavera el coronel Hidalgo de Cisneros presentó al Consejo de Ministros republicano la propuesta de bombardear la capital italiana, Roma, en venganza por el asesinato de un piloto republicano que había sido arrojado sobre el aeropuerto de Barajas, con el cuerpo amputado y un letrero con insultos en italiano. Llegó incluso a decir que acompañaría a sus hombres en la misión, pero la idea fue finalmente desechada por las complicaciones diplomáticas que podía provocar.
El 14 de mayo las Fuerzas aéreas republicanas sufrieron una importante reorganización interna: Ese día pasaron a constituirse como un arma independiente del Ejército de Tierra, estableciendo también una nueva estructura interna. Tres días después se formaba un nuevo gobierno en la zona republicana bajo el liderazgo del socialista Juan Negrín, mientras que Indalecio Prieto ocupaba la nueva cartera del Ministerio de Defensa Nacional. El servicio de artillería antiaérea (Defensa Contra Aeronaves —DCA—) quedó originalmente incorporado a la Aviación, aunque posteriormente volvería a depender de nuevo del Ejército de Tierra.
El 29 de mayo las FARE provocaron un serio incidente internacional cuando dos de sus bombarderos «Katiuskas» atacaron al acorazado alemán «Deutschland» en la bahía de Ibiza, creyendo que en realidad estaban atacando al crucero «Canarias». Los dos Katiuskas con base en Los Alcázares habían despegado para perseguir una flotilla de la armada rebelde que estaba operando en el Mediterráneo, entre los que se encontraba el «Canarias». El ataque al buque alemán dejó más 30 muertos entre la tripulación y graves daños en el buque, lo que provocó la ira de Hitler, que en venganza ordenó bombardear Almería. Al final todo quedó en una serie de protestas diplomáticas, sin que la situación llegara a más.
Mientras tanto en el norte estaba teniendo lugar la Campaña de Vizcaya, donde las fuerzas republicanas y vascas defendían Bilbao frente a la ofensiva encabezada por el general Mola. La superioridad se hacía sentir en el aire, donde los vascos apenas si disponían de algunos aparatos. Por ello las fuerzas gubernamentales se esforzaron en enviar aviones al aislado norte. Un primer grupo de aviones que pretendía llegar al País Vasco a través de Francia quedó inmovilizado en Toulouse por las autoridades francesas, haciéndoles volver —desarmados— a la zona republicana. Finalmente, el 22 de mayo otro grupo de siete aviones sobrevoló la zona enemiga y logró llegar a Bilbao sin novedad. Así pues, durante las siguientes semanas llegaron 50 aviones más, casi todos ellos del tipo "I-15" e "I-16". Sin embargo, muchos de estos aviones se encontraban muy desgastados y usados tras varios meses de combates constantes en la zona centro. A principios de junio llegó por mar a Bilbao un nuevo cargamento de armas, entre las que figuraban dos escuadrillas de cazas "Chatos". A finales de mayo las Fuerzas aéreas se prepararon para intervenir en una ofensiva sobre Segovia con la intención de aliviar la presión en el Frente norte, para la cual reunieron 108 aparatos. De estos, había presentes 18 cazas «Chatos», 14 "Moscas», 27 bombarderos «Katiuskas», 21 Polikarpov R-5 «Rasantes» y 28 «Natachas». A pesar de la participación de un gran número de aparatos, su intervención fue deficiente y la ofensiva de las tropas terrestres también acabó en fracaso. El coronel Domingo Moriones comentó al respecto:

Nuestros aviones han emprendido bombarderos desde una gran altura y sin cuidado...nuestros cazas mantenían una distancia respetable y rara vez se ponían a tiro de las ametralladoras enemigas...los aviones enemigos fueron altamente activos y extraordinariamente efectivos...

Todas estas medidas no consiguieron evitar que la ofensiva sobre Bilbao se reanudara de nuevo el 11 de junio, a lo que siguió la caída de la ciudad ocho días. Los republicanos se retiraron a Santander, donde reorganizaron sus fuerzas.

Emblema "Alas" que se entregaba a los pilotos republicanos.

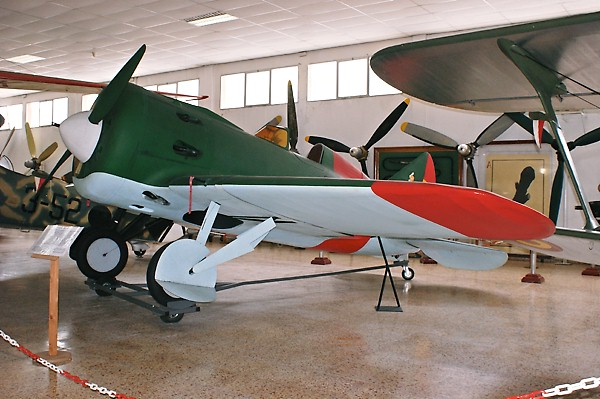
Polikarpov I-16 "Mosca", actualmente en el Museo del Aire de Madrid.

Durante las siguientes semanas los republicanos estuvieron preparando fuerzas para una nueva ofensiva, esta vez cerca del Frente de Madrid. Según apunta Hugh Thomas estos concentraron 200 aviones, mientras que Antony Beevor da una cifra de 50 bombarderos y 90 cazas (aunque de estos, solo 50 operativos). El objetivo de este ataque era cercar a las fuerzas sublevadas que sitiaban Madrid en un movimiento de tenazas. Al amanecer del 6 de julio la 11.ª División del comandante Líster comenzó el ataque tras un bombardeo previo de la artillería y la aviación, penetrando en las líneas franquistas y alcanzando Brunete al cabo de unas horas. En los días sucesivos fueron cayendo otras localidades ante las divisiones, como Villanueva de la Cañada, Quijorna o Villanueva del Pardillo. La aviación también se mostró muy activa: el día 8 el yugoslavo Boško Petrović derribó el primer Messerschmitt Bf 109 en la historia, una victoria que pocos días repitió el americano Frank Glasgow Tinker. A partir del día 15 los avances republicanos se detuvieron, mientras que en el aire los combates se recrudecieron con la llegada de refuerzos de la Legión Cóndor y tropas desde el Frente norte. El día 18 comenzó la contraofensiva franquista, que inmediatamente chocó con la resistencia del Ejército Popular, fuertemente atrincherado. Ese mismo día la Legión Cóndor derribó 21 aparatos republicanos, volviendo a dar a los sublevados el dominio del aire. El 25 de julio las operaciones militares finalizaron tras la reconquista franquista de Brunete. Los republicanos sufrieron numerosas bajas, al igual que unas elevadas pérdidas materiales con alrededor de 100 aparatos destruidos frente a los 23 que perdieron los sublevados y sus aliados.
A pesar de las pérdidas en Brunete, entre los meses de junio y agosto la República recibió nuevas remesas de material soviético: 93 «moscas», 31 «chatos», 62 «natachas» y 31 «katiuskas» que permitieron reequipar a las FARE. A partir de entonces comenzó a organizarse la fabricación bajo licencia de los Polikarpov I-15 en factorías de la retaguardia republicana, las cuales comenzarían a entregar los aparatos a partir de finales de 1937.

### Combates en el Frente de Aragón
En agosto las unidades republicanas se trasladaron al Frente de Aragón para emprender allí nuevas acciones. El objetivo ahora era Zaragoza, capital de Aragón e importante nudo de comunicaciones, que además se hallaba mal defendida como el resto del frente de los sublevados en esta zona. La Ofensiva de Zaragoza comenzó la madrugada del 24 de agosto y durante el desarrollo de las operaciones, una vez más la actuación de los efectivos de las FARE volvió a ser deficiente por la falta de coordinación con las fuerzas terrestres. Lo cierto es que el plan republicano fracasó, puesto que las tropas de la 45.ª División Internacional se acercaron a la ciudad pero no la atacaron, y al final el Ejército Popular se centró en la conquista de Belchite. Dentro de la ofensiva contra la capital aragonesa, el aeródromo de Garrapinillos era un objetivo de primer orden. Esta base aérea, una de las principales de los sublevados en Aragón, había sido construida a principios de 1937 por operarios de la Aviación sublevada. Desde el Estado Mayor de las Fuerzas Aéreas republicanas, el comandante Carlos Nuñez Mazas preparó la operación y quedó como comandante en jefe de la misma. El ataque se produjo en la madrugada del 15 de octubre, cogiendo totalmente por sorpresa los pilotos y equipos de tierra. Fueron destruidos 3 Junkers 52, 6 Fiat CR.32, y 3 Heinkel He 46. A este éxito se unió el derribo de 5 "Chirris" en un combate aéreo el 12 de octubre.
En el Frente norte las operaciones continuaron con un superioridad total por parte de los sublevados. El 14 de agosto comenzaba la batalla de Santander, que se saldó en apenas dos semanas con una completa victoria. A comienzos de septiembre comenzó la ofensiva sobre Asturias, que finalizó el 21 de octubre con la capitulación de los últimos baluartes republicanos.
Para entonces, la mayor parte de los bombardeos aéreos y marítimos del bando sublevado estaban concentrándose en las ciudades y puertos de la costa mediterránea: Alicante, Valencia, Denia, Gandía o Castellón se encontraban entre los objetivos más destacados. Por este motivo, y para contrarrestar los ataques aéreos a la costa mediterránea, la aviación republicana volvió a bombardear el puerto y los aeródromos de Mallorca en varias ocasiones: el 7 de octubre y el 7 de diciembre de 1937. El último ocasionó graves pérdidas a los aviones republicanos por la acción de los cazas italianos del 10.º Grupo Autónomo de Caza de las Baleares organizado por la Aviación Legionaria, y algunas bombas cayeron sobre la ciudad de Palma, causando 40 muertos y 15 heridos. También fueron realizados diversos bombardeos sobre poblaciones del interior de la zona sublevada, como Pamplona, Calatayud, Zaragoza, Alfaro y Jaca durante el mes de noviembre. Durante el mes siguiente volvieron a ser atacadas Zaragoza y Calatayud. A finales de año el número de efectivos bajo el mando del coronel Hidalgo de Cisneros era de más de 500 aparatos, pero esta se encontraba cada vez en mayor inferioridad frente a la Aviación franquista, la «Aviación Legionaria» y la Legión Cóndor.
Estos últimos ataques preparaban el terreno para una nueva operación del «Ejército Popular», esta vez sobre Teruel, cuyo ataque se inició el 15 de diciembre. La ciudad pronto quedó cercada y después de dos semanas de duros combates se rindió a los republicanos el 7 de enero de 1938, en lo que inicialmente constituyó un gran éxito de los republicanos. Durante los combates por Teruel no se paralizaron los bombardeos del bando sublevado sobre la zona republicana, sino que más bien se incrementaron, centrándose especialmente en Barcelona, la nueva capital de la República desde noviembre de 1937. Los bombardeos aéreos de Barcelona en enero de 1938 comenzaron el mismo día 1 y tuvieron una magnitud desconocida hasta entonces. Los bombardeos continuaron los días 6, 7, 8, 11, 15 y el 19 de enero y el de este último día, según los historiadores Solé i Sabaté y Villarroya fue «sin duda el primer bombardeo aéreo de terror sufrido por Barcelona». El ataque dejó más de 170 muertos entre la población civil. Estos ataques motivaron que fueran bombardeadas algunas ciudades importantes del bando sublevado: Salamanca (21 de enero); Sevilla (23 de enero); y Valladolid (25 de enero). Ciertamente, estas acciones obedecían más las órdenes del coronel Hidalgo de Cisneros y contradecían las directrices marcadas por Indalecio Prieto de no bombardear núcleos urbanos. En una declaración del gobierno republicano, se dijo que:

... mientras nuestra aviación ha venido consagrándose exclusivamente a las operaciones militares de Teruel y en otras zonas a mantener servicios de vigilancia y protección, los facciosos han dedicado buena parte de sus aviones rápidos de bombardeo a agresiones que desde semanas constituyen un sistema ininterrumpido, pues no pasa día en que no se produzcan víctimas.

Los combates en Teruel continuaron durante las semanas de enero y febrero. El 21 de febrero moría el As sublevado Carlos de Haya González, tras ser embestido por un avión republicano y caer al suelo. Al día siguiente las tropas franquistas reconquistaban Teruel, cuya batalla había supuesto un gran desgaste para ambos bandos.
El 7 de marzo comenzaba una gran ofensiva en el Frente de Aragón por parte del Ejército franquista, con la ruptura de las líneas republicanas entre el río Ebro y Vivel del Río. Aunque inicialmente no le concedieron importancia sí respondieron rápidamente y atacaron varios aeródromos sublevados, dañando algunos aviones, pero los Heinkel He 111 también atacaron la retaguardia republicana y dañaron sus aeródromos. Los días 12 y 13 de marzo se produjeron fuertes combates aéreos entre ambos contendientes, pero el 14 se produjo el mayor combate aéreo de la campaña cuando entablaron batalla más de 100 aviones de ambos bandos, y que terminó con 5 «chatos» y 4 «fiat» derribados.

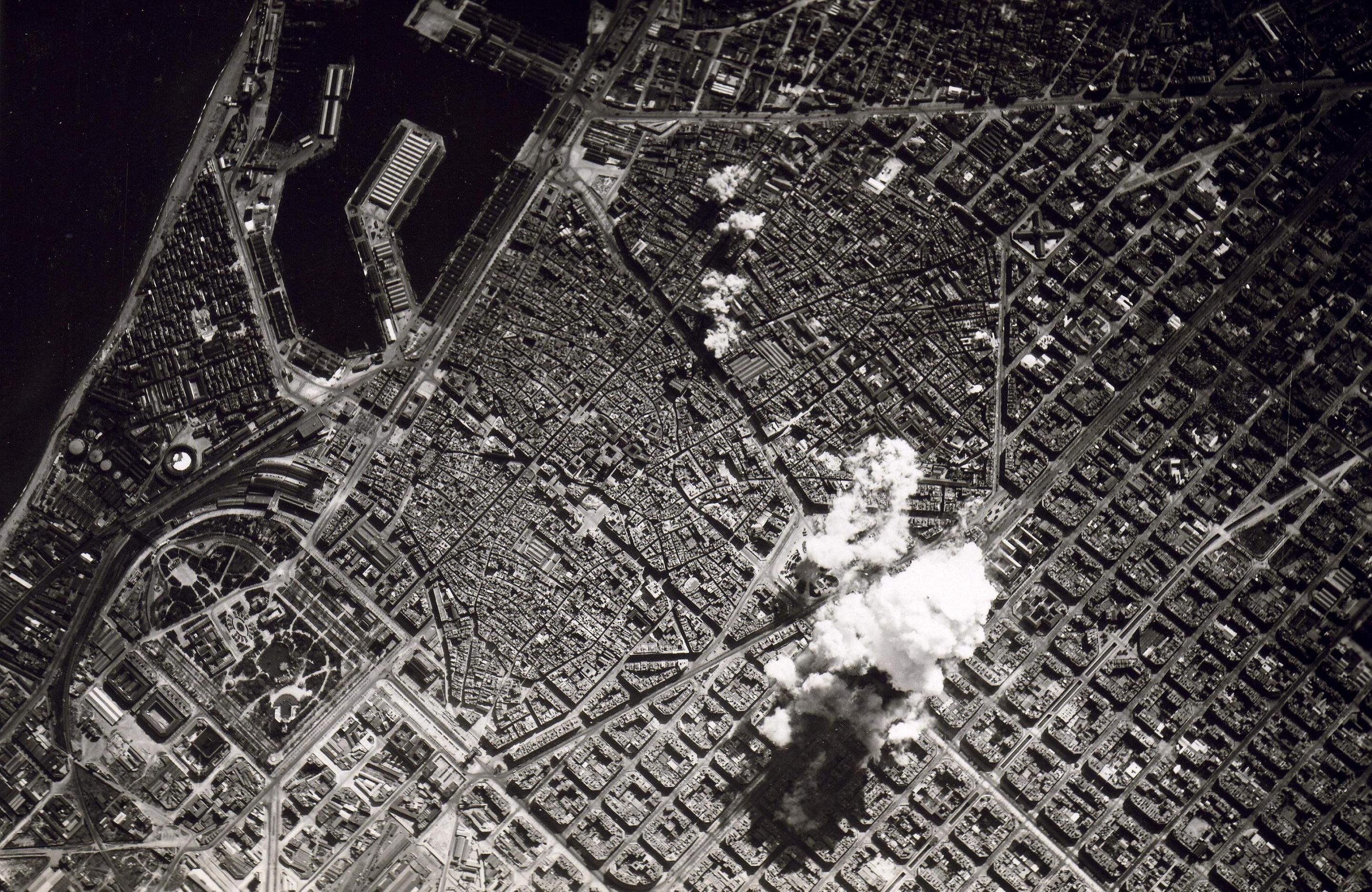
Vista de los bombardeos sobre Barcelona desde un avión italiano el 18 de marzo de 1938.

Mientras se sucedían las derrotas republicanas en el Frente de Aragón, tuvieron lugar una nueva serie de bombardeos masivos sobre Barcelona, ordenados por el dictador fascista italiano Benito Mussolini sin consultar con el «Generalísimo» Franco. Como dejó constancia en su diario el conde Galeazzo Ciano, ministro de asuntos exteriores de la Italia fascista y yerno del Duce, el objetivo era abatir «la moral de los rojos, mientras las tropas avanzan en Aragón». El primer ataque comenzó a las 10:08 de la noche del 16 de marzo de 1938 y el último terminó hacia las 3:19 de la tarde del 18 de marzo, y durante ese intervalo se produjeron 13 incursiones que duraron unos 16 minutos en total y sin embargo las sirenas no dejaron de sonar durante esas 40 horas. Los efectos de los bombardeos fueron devastadores. La cifra oficial de víctimas fue de 924, según el registro del depósito de cadáveres del Hospital clínico, pero no incluye las personas desaparecidas entre los escombros. Según Hugh Thomas, "la República disponía de cazas para repeler la agresión, pero las rivalidades y envidias internas le impidieron aprovechar sus recursos al máximo. El desánimo se fue extendiendo, hasta que se retiraron del frente algunas unidades de cazas para organizar la fuerza de defensa costera a las órdenes del comandante Andrés García Lacalle".
Los avances en Aragón continuaron, entrando las tropas franquistas en Cataluña con la conquista de Lérida. El 15 de abril las tropas de Camilo Alonso Vega llegaban alcanzaban el Mediterráneo, cortando en dos la zona republicana.

## Hacia la derrota

### Operaciones en Levante y el Ebro
Tras la división de la zona republicana en dos, hubo una reorganización interna: el teniente coronel Camacho Benítez pasó a dirigir las fuerzas aéreas en la zona centro-sur, por lo que Núñez Mazas fue nombrado subsecretario de Aviación. La República recibió para la primavera noventa y nueve nuevos I-16 «supermoscas», equipados con cuatro ametralladoras y más veloces. Para entonces también estaban siendo entregados los «Chatos» producidos en las factorías de Sabadell, Reus y Rabasa. También llegaron los Grumman FF que se integraron en el Grupo 28 como aviones de ataque. Para entonces ya se había producido la retirada de un importante número de pilotos y técnicos soviéticos de vuelva hacia la URSS, aunque muchos todavía permanecieron en España. Sin embargo, en esa misma época llegaron doscientos pilotos españoles tras completar sus programas de entrenamiento en la URSS, que compensaron esta pérdida. A lo largo de 1938, regresaron desde la Unión Soviética un total de cuatrocientos pilotos españoles allí adiestrados.
El Ejército franquista se había vuelto a poner en marcha, esta vez en dirección a Valencia. La nueva Campaña del Levante debía atravesar la provincia de Castellón hasta alcanzar la capital valenciana, aunque los republicanos habían reorganizado sus fuerzas en esta región. En estos primeros avances, destacaron algunos ataques al suelo emprendidos por los «Heinkel», a pesar de que algunos aparatos fueran derribados por la artillería antiaérea republicana. Las FARE obtuvieron un importante éxito defensivo durante los combates en Levante cuando, el 23 de mayo, tres escuadrillas de «moscas» derribaron veintidós aviones franquistas (diecisiete aviones Fiat CR.32 y dos Savoia S.M. 79). Sin embargo, para entonces las pérdidas republicanas también estaban siendo muy elevadas: el 18 de julio, por ejemplo, los «messers» derribaron tres «moscas» y los Fiat abatieron siete «chatos» en el frente de Segorbe. En estos días, estaban teniendo los combates más duros en torno a la Línea XYZ, eje del sistema defensivo de los republicanos y en el que estos habían reunido seis cuerpos de ejército. En ese momento existían tres escuadrillas de «moscas» y de «chatos» en el Frente de Levante, mientras que en Cataluña también había un número similar de aparatos de caza.
A comienzos de junio, una escuadrilla de bombarderos republicanos atacó el aeródromo de La Cenia, en aquel momento principal base de operaciones de la Legión Cóndor, aunque la operación resultó un gran fracaso. El ataque se saldó con varios aviones derribados o gravemente dañados, sin haber logrado sus objetivos.

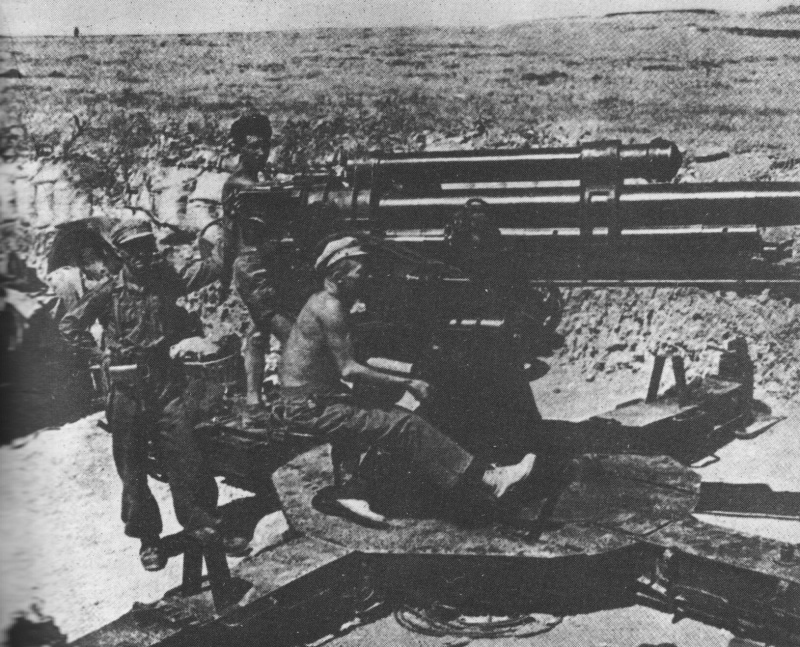
Pieza de artillería antiaérea republicana durante la batalla del Ebro, donde desempeñaron un destacado papel.

Los combates en Levante fueron deteniéndose paulatinamente a partir del 25 de julio, cuando el Ejército republicano lanzó una ofensiva en el Ebro. Durante el primer día del ataque, los republicanos habían logrado hacer cuatro mil prisioneros y ocupar numerosas poblaciones, al tiempo que avanzaban hacia el interior. Sin embargo, la aviación republicana no hizo acto de presencia (buena parte se encontraba en Levante) y permitió que la Aviación franquista pudiera atacar sin oposición —a excepción de la de las baterías antiaéreas— desde el aire. Tras el comienzo del asedio de Gandesa, la aviación republicana continuó sin aparecer en el frente, lo que permitió a los sublevados consolidar sus posiciones defensivas. De hecho, el teniente coronel «Modesto» había planeado el bombardeo de Gandesa antes de la ofensiva, pero éste no se produjo. A finales de julio, comenzaron a aparecer los aparatos republicanos sobre el Ebro, aunque en una intervención muy tardía. Cada día escuadrillas alemanas e italianas de hasta 200 aviones atacaban las líneas republicanas, a pesar de la decidida respuesta de los cazas «moscas» y «chatos». Cuando la aviación republicana se concentró en suficiente número, empezó a ofrecer oposición a las escuadrillas de «Messerschmitt» y «Chirris», aunque sufrió graves pérdidas a manos de estas. Las nuevas versiones de Bf 109 eran superiores a los cazas republicanos. A principios de agosto, la república había perdido completamente el control de los cielos en el frente del Ebro.
A lo largo del verano, mientras proseguían los combates en el Ebro, los republicanos recibieron nuevos refuerzos aéreos: doce «supermoscas», cincuenta «moscas», cincuenta «chatos» y veinticuatro «Katiuskas».
El 30 de octubre, comenzó la última ofensiva en el sector del Ebro, que se concentró en la sierra de Cavalls: durante los combates por aquellas alturas, los franquistas dieron parte de haber derribado catorce aviones republicanos. A mediados de mes, las últimas tropas del Ejército del Ebro cruzaban el río y con ello finalizaba la batalla más larga de toda la contienda. Para entonces las FARE habían perdido más de ciento veinte aviones durante los combates, mientras que buena parte del resto se encontraba muy desgastada.
En noviembre el recién ascendido coronel Carlos Núñez Mazas hubo de hacerse cargo de las FARE de forma accidental, mientras Hidalgo de Cisneros realizaba un viaje a la URSS para adquirir material bélico. Por encargo del presidente del Gobierno, Juan Negrín, Hidalgo de Cisneros negoció con Stalin una partida de armas para el Gobierno republicano, en la que se incluían doscientos cincuenta aviones además de tanques, ametralladoras y piezas de artillería, por un importe total de ciento tres millones de dólares.
El 7 de noviembre, los republicanos bombardearon Cabra: Hacia las siete y media de la mañana varios «Katiuskas» bombardearon la localidad cordobesa causando, según el parte de guerra franquista, ochenta y seis muertos y ciento diecisiete heridos, en su mayoría civiles. De acuerdo con los testimonios de uno de los observadores de los Katiuska que participaron en el ataque, se había advertido al servicio de información de su formación de la presencia en Cabra de una unidad italiana de paso. Pilotos y observadores esperaban encontrar un campamento de tiendas en las inmediaciones de la localidad y vehículos militares por todas partes. Al llegar pudieron ver fugazmente gran número de tiendas en la plaza central de Cabra (que resultaron ser el mercado, no un campamento militar) y atacaron muy rápidamente. Este fue el bombardeo republicano que más víctimas produjo en toda la contienda.

### La campaña de Cataluña
En Cataluña la situación de las FARE era bastante comprometida, pues en diciembre disponían de ciento ocho aparatos pero muchos de ellos se encontraban muy desgastados. Por otro lado, en la zona centro la aviación republicana se concentró para participar en el previsto Plan P que debería desarrollarse en Extremadura con el objetivo de aliviar la presión franquista en caso de una ofensiva sobre el territorio catalán.

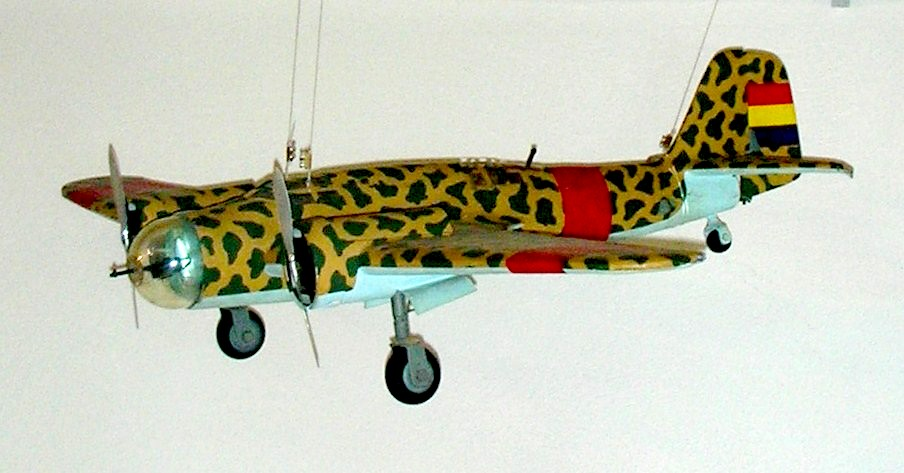
Maqueta a escala de un Tupolev SB-2

A comienzos de diciembre, se volvió a preparar un bombardeo del aeródromo de La Cenia, donde la Legión Cóndor había concentrado toda su aviación de caza y gran número de bombarderos en previsión a la próxima Ofensiva sobre Cataluña. El ataque lo realizaron doce Katiuskas (nueve de la 4.ª escuadrilla, de Celrá, y tres de la 2.ª, de Bañolas), todos ellos bajo el mando de Leocadio Mendiola. La mañana del 16 de diciembre, a pesar del mal tiempo, los aviones republicanos atacaron el aeródromo en medio de una completa sorpresa para los alemanes y como resultado destruyeron siete Bf 109E que se encontraban estacionados en tierra y causaron graves daños en la pista de vuelo y las instalaciones. Pero este éxito tuvo un precio para los republicanos: La artillería antiaérea alemana se cobró dos aviones "Katiuska" y cuatro hombres resultaron muertos.
El 23 de diciembre de 1938, comenzaba la ofensiva de Cataluña, para lo cual los sublevados y los italo-germanos reunieron una fuerza de quinientos aviones. Al día siguiente, una formación de once "Natachas" era interceptada por los sublevados, que en una fácil pasada derribaron nueve aviones. Durante el mes de enero de 1939, las FARE perdieron treinta aparatos frente a los cinco que los sublevados perdieron a su vez. Los ataques de la aviación sublevada también afectaron a las columnas de militares y civiles que huían a la frontera francesa y a las líneas de comunicación, como ferrocarriles y carreteras. Para entonces había empezado a llegar armamento soviético que se había adquirido en la última compra, en especial treinta cazas Polikarpov I-152 "Superchato". El coronel García Calle, que era partidario de ofrecer una resistencia resuelta, se encargó de la retirada de aviones a los aeródromos de la provincia de Gerona. La caída de Barcelona el 26 de enero provocó que se acelerase la retirada a la frontera. Así pues, la República empezó a concentrar sus escuadrillas en los aeródromos del norte de Cataluña, paso previo a su evacuación al sur de Francia. Durante los meses de enero y febrero de 1939, los ataques a los aeródromos republicanos en la zona fueron una práctica sistemática: en el aeródromo de Figueras fueron destruidos cinco aviones, aunque en el ataque al aeródromo de Vilajuïga se produjo la mayor destrucción. El aeródromo de Vilajuïga fue uno de los objetivos más atacados por la aviación franquista ya que en los momentos finales de la campaña de Cataluña era el más importante y prácticamente el único que quedaba en manos de la aviación republicana. Según algunos historiadores, fueron destruidos treinta y cinco cazas («Chatos» y «Moscas») y algunos bombarderos «Katiuska», pero según el parte de guerra franquista de ese día se precisó la destrucción o incendio de dos bombarderos y de veinticuatro cazas. El 10 de febrero, el Ejército franquista alcanzaba todos los puestos fronterizos, finalizando las operaciones en Cataluña.
En el frente de Extremadura la planeada Ofensiva de Valsequillo se inició a comienzos de enero y logró una importante ruptura y la captura de numerosos territorios en la zona. Sin embargo, este ataque no tuvo ninguna influencia en el desarrollo del conflicto y acabó siendo detenido por los franquistas, dándose por finalizadas las operaciones en este sector para el 4 de febrero. Constituyó la última ofensiva que las Fuerzas armadas republicanas emprendieron durante la contienda.

### El final de la guerra
El 16 de febrero de 1939 se organizó una reunión en el aeródromo de Los Llanos entre el presidente Negrín y los principales mandos militares republicanos para tratar la situación militar. El teniente coronel Antonio Camacho Benítez era pesimista respecto al desenlace de la guerra y dijo que disponía operativas tres escuadrillas de bombarderos «Natachas», dos escuadrillas de «Katiuskas» y 25 aviones tipo «Chato» o «Mosca». Sin embargo, las reservas de combustible para la aviación todavía garantizaban las operaciones militares para un año más.
Este estado de la situación había llevado a que se organizase una conspiración golpista encabezada por el coronel Casado, con el objetivo de deponer al gobierno de Negrín y negociar directamente con el bando franquista el final de la guerra. Nuñez Mazas, que había regresado a la zona central y era conocedor de la trama golpista, ordenó concentrar en el aeródromo de Monóvar todos los Douglas DC-2 y demás aparatos de transporte para tenerlos bajo su control directo y evitar que cayeran en manos de los alzados. Cuando se produjo el Golpe de Estado de Casado, el 5 de marzo, no lo apoyó pero en cambio sí consiguió evacuar a numerosos republicanos comprometidos y miembros del gobierno Negrín. Hidalgo de Cisneros tampoco apoyó el golpe y salió de España, pero Camacho Benítez y el coronel Cascón Briega si se unieron a la sublevación. 
De inmediato el nuevo Consejo Nacional de Defensa intentó llegar a un acuerdo con el gobierno de Burgos para lograr una «paz honrosa», pero en el bando sublevado se insistía desde febrero en que sólo sería admitida la rendición incondicional de la República. El 19 de marzo, Franco aceptó recibir a los enviados republicanos y, en efecto, Casado envió el día 23 unos emisarios a Burgos, el teniente coronel Garijo y el comandante Ortega, aunque no estaba dispuesto a que acudieran allí los mandos superiores. La reunión de los dos enviados de Casado con los representantes de Franco tuvo lugar el 23 de marzo por la mañana, en el aeródromo de Gamonal en Burgos. Ante la pretensión del teniente coronel Garijo de presentar un escrito con el título «temas a tratar», que incluía una serie de propuestas sobre la evacuación de personas y la entrega del Ejército Popular por zonas, el coronel franquista Luis Gonzalo le respondió que él «venía en representación de un ejército vencido» y que lo que tenía que hacer era cumplir las diez «normas para la entrega del Ejército rojo y ocupación total del territorio» que le había entregado nada más comenzar la reunión. Una de aquellas diez condiciones era la entrega de la aviación republicana, con los aparatos desarmados, dos días después. El 25 de marzo tuvo lugar una segunda reunión en el aeródromo de Gamonal durante la cual, entre otras cuestiones, Garijo insistió en retrasar la entrega de la aviación, posponiéndola para el día 28. Entonces los representantes franquistas recibieron órdenes de finalizar los contactos. En la madrugada del 26 de marzo Franco dio la orden de avanzar en todos los frentes, comenzando la Ofensiva final.
Tras la huida de Casado y la salida de España del coronel Camacho, Jefe de la Aviación de la zona centro-sur, fue el coronel Manuel Cascón Briega quien permaneció en su puesto para hacer entrega de los aviones republicanos a los rebeldes en Albacete, una de las exigencias de los franquistas. Cascón tuvo la posibilidad de huir pero se quedó porque no podía abandonar a sus hombres y dejarlos en la estacada. También confió en las promesas del «Generalísimo» Franco de que no habría represalias para aquellos militares profesionales que, como él, no hubieran pertenecido a ningún partido político y se habían limitado a cumplir órdenes. Por ello ordenó que nadie se moviese de su puesto, ni destruyese material de ninguna clase. Las primeras tropas de los vencedores en llegar a la base de Albacete fueron italianos que se comportaron con corrección, pero después apareció el comandante sublevado de Aviación, Gerardo Fernández Pérez, que, después de humillar al coronel Cascón, reunió a todos los jefes y oficiales del Estado Mayor de la aviación republicana y les dijo:

¿Qué se han creído Vds.? ¿Que han perdido unas elecciones? ¡Nada de eso! ¡Han perdido una guerra con todas sus consecuencias! Y no piensen en la cárcel, pues luego vienen los indultos. ¡Piensen que serán condenados a muerte y fusilados!

Los jefes y oficiales fueron trasladados a Valencia, donde fueron juzgados por procedimiento sumarísimo por el Consejo de Guerra Permanente de Aviación, acusados del «delito de rebelión militar»; tiempo después muchos de ellos serían fusilados como el propio Cascón. El 1 de abril de 1939 fue emitido el último parte de la guerra civil española, dándose por finalizada la contienda.

## Intervención extranjera

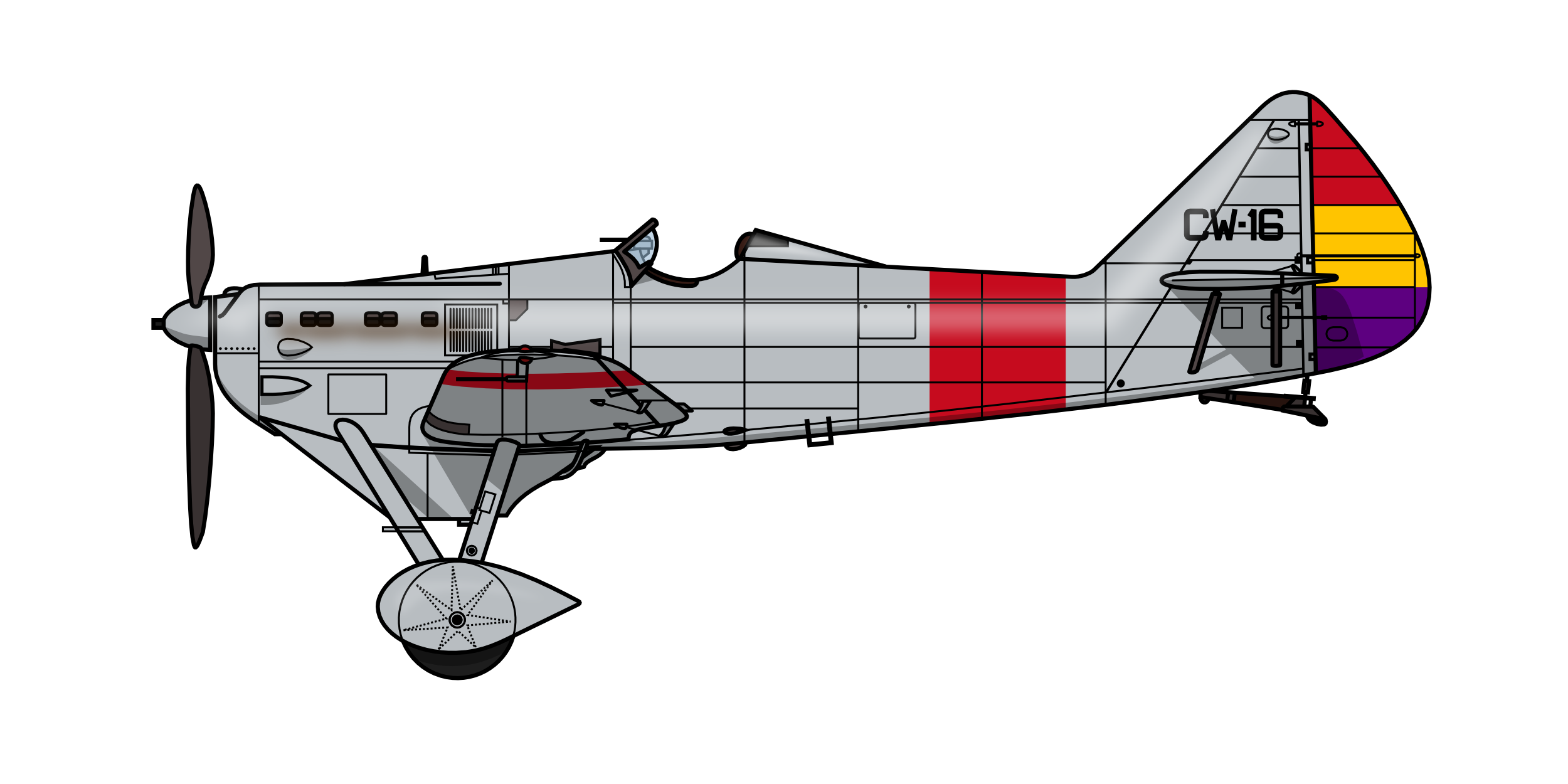
Perfil de un caza Dewoitine D.510TH

La Unión Soviética desoyó el aislamiento internacional impuesto a la República Española por los acuerdos de no intervención y ayudó al Gobierno republicano con el suministro de armamento y pilotos. De hecho, algunos de los pilotos más eficaces en España eran jóvenes soviéticos. La Fuerza Aérea de la República Española no solo carecía de aviones modernos, sino también de pilotos experimentados. Pero, a diferencia de la mayoría de los otros pilotos extranjeros al servicio de la aviación republicana, los pilotos soviéticos eran técnicamente voluntarios. No recibieron incentivos, como bonificaciones de combate, para complementar sus salarios. Muchos aviadores soviéticos llegaron en el otoño de 1936, junto con los nuevos aviones que la República había comprado a la URSS. Después de que las democracias occidentales se negaran a ayudar militarmente al Gobierno republicano en nombre de la «no-intervención», la Unión Soviética era prácticamente la única nación que ayudó a la España republicana en su lucha. 
De una manera similar a Hitler con el rearme alemán y el envío de la Legión Cóndor a la península ibérica, Stalin vio la adquisición de experiencia de combate por los pilotos y técnicos soviéticos como esencial para sus planes con respecto a la disposición y capacidad de combate de las Fuerzas Aéreas soviéticas. Por tanto, se hizo hincapié en comprobar el funcionamiento y en los resultados del nuevo equipo militar soviético y de las tácticas de guerra.
Anatoli Serov, bajo el alias de «Mateo Rodrigo», estableció la «Escuadrilla de Vuelo Nocturno» para operaciones de caza nocturna junto a Mijaíl Yakushin. Esta sección de vuelo nocturno usaría los I-15 Chatos que había modificado tubos de escape, de modo que los gases del motor no dificultaran la visión del piloto por la noche. Yakushin se convirtió en el líder de la escuadrilla de caza nocturna que más éxitos obtuvo contra los ataques nocturnos de los Ju 52 alemanes. A finales de noviembre de 1936, había más de 300 pilotos soviéticos acantonados en los alrededores de Madrid. La gran capacidad de resistencia de los republicanos en esta región elevó fuertemente la moral en otras aéreas de la España leal. Los pilotos soviéticos mostraron su mejor desempeño durante la batalla de Guadalajara, aprovechándose de la completa ausencia de la Aviazione Legionaria y golpeando sin cesar a las unidades de tierra italianas. Siguiendo las exigencias del Comité de No Intervención, antes de finales de 1938 los pilotos soviéticos habían salido de España y tripulaciones españolas ocuparon sus antiguos puestos. De un total de 770 pilotos y tripulantes soviéticos que sirvieron en las Fuerzas Aéreas republicanas, unos 99 perdieron la vida. Muchos de los que regresaron a la URSS en 1939 se convirtieron en víctimas de la Gran Purga de Stalin.

### Pie de página
1. 1 2  Hugh Thomas (1976); pág. 359.
2. 1 2  Beatriz Pecker; Carlos Pérez Grange (1998); pág. 70
3. 1 2 3  Hugh Thomas (1976); pág. 360,
4. ↑  Beatriz Pecker; Carlos Pérez Grange (1998); pág. 71.
5. ↑  Hugh Thomas (1976); pág. 250.
6. ↑  «Aircraft that took part in the Spanish Civil War». Archivado desde el original el 5 de febrero de 2015. Consultado el 1 de abril de 2017.
7. ↑  Hugh Thomas (1976); pp. 395-396
8. 1 2  Hugh Thomas (1976); pág. 396
9. ↑  Hugh Thomas (1976); pág. 397.
10. ↑  Hugh Thomas (1976); pág. 398.
11. ↑  Beatriz Pecker; Carlos Pérez Grange (1998); pág. 75.
12. ↑  Hugh Thomas (1976). pp. 349-351.
13. ↑  Beatriz Pecker; Carlos Pérez Grange (1998); pág. 76.
14. ↑  Hugh Thomas (1976); pág. 403.
15. ↑  Hugh Thomas (1976); pp. 407-408.
16. ↑  Hugh Thomas (1976); pág. 418.
17. ↑  Beatriz Pecker; Carlos Pérez Grange (1998); pp. 77-81.
18. 1 2 3  Beatriz Pecker; Carlos Pérez Grange (1998); pág. 81.
19. ↑  Suero Roca, M. Teresa (1981); pág. 300.
20. ↑  Hugh Thomas (1976); pág. 480.
21. ↑  Hugh Thomas (1976); pág. 481.
22. ↑  Hugh Thomas (1976); pág. 482.
23. ↑  Hugh Thomas (1976); pág. 483.
24. ↑  Suero Roca, M. Teresa (1981); pág. 301.
25. ↑  Alpert, Michael (1996). p. 134. Falta el |título= (ayuda)
26. 1 2  Hugh Thomas (1976); pág. 741.
27. 1 2 3 4  Octavio Ruiz-Manjón Cabeza (1990); pág. 541.
28. ↑  «Guerra contra Hitler». Consultado el 1 de abril de 2017.
29. ↑  Hugh Thomas (1976); pág. 734.
30. ↑  Hugh Thomas, pág. 742.
31. ↑  Ramón Salas Larrazábal (2001); pág. 1185.
32. ↑  Antony Beevor (2006); pág. 276.
33. ↑  Hugh Thomas (1976); pág. 771.
34. ↑  Antony Beevor (2006); pág. 278.
35. ↑  Laureau, Patrick (2010); Condor: The Luftwaffe in Spain, 1936-39. Stackpole Books. ISBN 9780811706889, pág. 122
36. 1 2  Hugh Thomas (1976); pág. 1976.
37. ↑  Octavio Ruiz-Manjón Cabeza (1990); pág. 540.
38. ↑  Ramón Salas Larrazabal (2001); pág. 1313.
39. ↑  «Historia del Aeródromo de Zaragoza». Archivado desde el original el 20 de febrero de 2012. Consultado el 1 de abril de 2017.
40. ↑  M. Teresa Suero Roca, Militares republicanos de la Guerra de España, pág. 303.
41. 1 2 3  Octavio Ruiz Manjón-Cabeza (1990); La Segunda República y la guerra, pág. 540.
42. ↑  Solé i Sabaté, Josep María; Villarroya, Joan (2003). pp. 124-127. Falta el |título= (ayuda)
43. ↑  Solé i Sabaté, Josep María; Villarroya, Joan (2003). pp. 127-129. Falta el |título= (ayuda)
44. ↑  Solé i Sabaté, Josep María; Villarroya, Joan (2003). pp. 136-137. Falta el |título= (ayuda)
45. ↑  Hugh Thomas (1976); pág. 732.
46. ↑  Solé i Sabaté, Josep María; Villarroya, Joan (2003). p. 141. Falta el |título= (ayuda)
47. ↑  Solé i Sabaté, Josep María; Villarroya, Joan (2003). p. 147. Falta el |título= (ayuda)
48. ↑  Hugh Thomas (1976); pág. 854.
49. ↑  Solé i Sabaté, Josep María; Villarroya, Joan (2003). pp. 148-149. Falta el |título= (ayuda)
50. ↑  Alpert, Michael (1996). pp. 166-167.
51. 1 2  Beatriz Pecker; Carlos Pérez Grange (1998); pág. 96.
52. 1 2  Solé i Sabaté, Josep María; Villarroya, Joan (2003). p. 170. Falta el |título= (ayuda)
53. ↑  Solé i Sabaté, Josep María; Villarroya, Joan (2003). pp. 171-173. Falta el |título= (ayuda)
54. ↑  Solé i Sabaté, Josep María; Villarroya, Joan (2003). pp. 175-176. Falta el |título= (ayuda)
55. ↑  Hugh Thomas (1976); pp. 866-867.
56. ↑  Michael Alpert (1996); pp. 167-170.
57. ↑  Suero Roca, M. Teresa (1981); pág. 304.
58. 1 2 3 4 5  Beatriz Pecker; Carlos Pérez Grange (1998); pág. 97.
59. 1 2  Octavio Ruiz-Manjón Cabeza (1990); pág. 587.
60. ↑  Antony Beevor (2006); pág. 486.
61. 1 2  «Bombardeo republicano al Aeródromo de La Cenia». Archivado desde el original el 26 de junio de 2012. Consultado el 1 de abril de 2017.
62. ↑  Octavio Ruiz-Manjón Cabeza (1990); pág. 613.
63. ↑  Hugh Thomas (1976); pág. 904.
64. 1 2  Hugh Thomas (1976); pág. 906.
65. ↑  Hugh Thomas (1976); pág. 918.
66. ↑  Suero Roca, M. Teresa (1981); pág. 307.
67. ↑  Hugh Thomas (1976); pág. 933.
68. 1 2  Solé i Sabaté, Josep María; Villarroya, Joan (2003). p. 232. Falta el |título= (ayuda)
69. ↑  Desde la batalla del Ebro hasta el final de la guerra, Tomo II de Aviación republicana: historia de las Fuerzas Aéreas de la República Española (1931-1939), de Carlos Saiz Cidoncha (2006)
70. ↑  Antony Beevor (2006), pág. 368.
71. ↑  «El héroe sin medalla». El País. Consultado el 1 de abril de 2017.
72. 1 2  «Leocadio Mendiola, coronel de aviación republicano». El País. Consultado el 1 de abril de 2017.
73. ↑  Hugh Thomas (1976); pág. 931.
74. 1 2 3 4  Beatriz Pecker; Carlos Pérez Grange (1998); pág. 99.
75. 1 2  Hugh Thomas (1976); pág. 936.
76. ↑  Solé i Sabaté, Josep María; Villarroya, Joan (2003). p. 243. Falta el |título= (ayuda)
77. ↑  Martínez Reverte, Jorge (2006). La Caída de Cataluña. Barcelona: Editorial Crítica. pp. 426-427. ISBN 84-8432-725-6. Consultado el 30 de abril de 2012.
78. ↑  Antony Beevor (2006); pp. 375-376.
79. 1 2  Hugh Thomas (1976); pág. 957.
80. ↑  Ramón Salas Larrazábal (2006); pp. 3392-3398.
81. 1 2  Suero Roca, M. Teresa (1981); pág. 308.
82. ↑  Bahamonde Magro, Ángel; Cervera Gil, Javier (1999). p. 450. Falta el |título= (ayuda)
83. ↑  Bahamonde Magro, Ángel; Cervera Gil, Javier (1999). pp. 454-457. Falta el |título= (ayuda)
84. ↑  Bahamonde Magro, Ángel; Cervera Gil, Javier (1999). pp. 458-459. Falta el |título= (ayuda)
85. ↑  Bahamonde Magro, Ángel; Cervera Gil, Javier (1999). pp. 460-461. Falta el |título= (ayuda)
86. ↑  Viñas, Ángel; Hernández Sánchez, Fernando (2009). pp. 290; 292. Falta el |título= (ayuda)
87. ↑  Viñas, Ángel; Hernández Sánchez, Fernando (2009). p. 291. Falta el |título= (ayuda)
88. ↑  Viñas, Ángel; Hernández Sánchez, Fernando (2009). pp. 291-292. Falta el |título= (ayuda)
89. ↑  «Soviet Pilots in the Spanish Civil War». Consultado el 1 de abril de 2017.
90. ↑  «Los chatos nocturnos - ADAR». Archivado desde el original el 11 de diciembre de 2009. Consultado el 7 de abril de 2013.
91. ↑  «Soviet Air Force (VVS) Reference List». Archivado desde el original el 13 de febrero de 2012. Consultado el 7 de abril de 2013.